# Kushavec
Kushavec (auch: Kuševac, Kušavac, Kushova) ist ein Dorf in der Gemeinde Gjakova im Westen des Kosovo. Es liegt etwa neun Kilometer nordwestlich der Stadt Gjakova und grenzt an die Ortschaften Bishtazhin und Smaq.

## Geographie
Das Dorf liegt in der Region Dukagjin (alb. Rrafshi i Dukagjinit), einer fruchtbaren Hochebene im Westen des Kosovo. Die Umgebung ist von landwirtschaftlich genutztem Hügelland geprägt.

## Bevölkerung
Kushavec ist ein ausschließlich von ethnischen Albanern bewohntes Dorf. Dies entspricht der demografischen Struktur der Region um Gjakova, die traditionell vollständig albanisch geprägt ist.

## Geschichte
Über die Geschichte des Dorfes existieren nur wenige schriftliche Quellen. Kushavec gehört zur traditionellen Siedlungslandschaft rund um Gjakova, die seit Jahrhunderten von albanischen Gemeinschaften bewohnt wird.

## Infrastruktur
Kushavec ist über eine lokale Straße mit der Stadt Gjakova verbunden. Die Infrastruktur ist typisch für ländliche Siedlungen in der Region und basiert überwiegend auf Landwirtschaft.